# José Bernardo de Figueiredo (juiz)
José Bernardo de Figueiredo (Rio de Janeiro, 1769 — Rio de Janeiro, 14 de fevereiro de 1854) foi um magistrado brasileiro.